# Льяс
Льяс (фр. Lias) — коммуна во Франции, находится в регионе Юг — Пиренеи. Департамент — Жер. Входит в состав кантона Л’Иль-Журден. Округ коммуны — Ош.
Код INSEE коммуны — 32210.

## География
Коммуна расположена приблизительно в 600 км к югу от Парижа, в 26 км западнее Тулузы, в 50 км к востоку от Оша.

## Климат
Климат умеренно-океанический. Лето жаркое и немного дождливое, температура часто превышает 35 °С. Зимой часто бывает отрицательная температура и ночные заморозки. Годовое количество осадков — 700—900 мм.

## Население
Население коммуны на 2010 год составляло 512 человек.
| 1962 | 1968 | 1975 | 1982 | 1990 | 1999 | 2010 |
| ---- | ---- | ---- | ---- | ---- | ---- | ---- |
| 153  | 157  | 120  | 174  | 204  | 315  | 512  |

## Администрация
| Период | Период | Фамилия    | Партия                  | Примечания |
| ------ | ------ | ---------- | ----------------------- | ---------- |
| 2001   | 2020   | Жерар Поль | Социалистическая партия |            |

## Экономика
В 2010 году среди 343 человек трудоспособного возраста (15-64 лет) 269 были экономически активными, 74 — неактивными (показатель активности — 78,4 %, в 1999 году было 75,4 %). Из 269 активных жителей работали 254 человека (138 мужчин и 116 женщин), безработных было 15 (6 мужчин и 9 женщин). Среди 74 неактивных 33 человека были учениками или студентами, 16 — пенсионерами, 25 были неактивными по другим причинам.